# Писарський Володимир Васильович
Володимир Васильович Писарський (рос. Владимир Васильевич Писарский), до 2023 року — Володимир Олександрович Сичевий (рос. Владимир Александрович Сычево́й, нар. 27 лютого 1996, Сімферополь, Україна) — російський футболіст, центральний нападник клубу «Крила Рад».
На правах оренди грає в клубі «Сочі».

## Ігрова кар'єра
Володимир Сичевий є вихованцем сімферопольського футболу. Виступав у дитячо-юнацькій футбольній лізі України за сімферопольське Училище олімпійського резерву.
З 2016 по 2020 роки грав у складі «Кримтеплиці». З командою був призером чемпіонату Криму та кращим бомбардиром турніру. У жовтні 2020 року перебрався до Росії, де продовжив кар'єру у клубі ФНЛ «Іртиш» з Омська.
Через рік Сичевий перейшов до складу «Оренбурга», з яким у першому ж сезоні став бронзовим призером ФНЛ та у перехідному плей-оф вийшов до РПЛ. Його дебют у РПЛ відбувся у липні 2022 року. А через тиждень, вийшовши на заміну у матчі проти «Уралу» Володимир Сичевий оформив хет-трик.
В кінці 2022 року перейшов до «Крил Рад» (Самара).
У серпні 2024 року Писарський на правах оренди з опцією викупу перейшов до клубу «Сочі».

## Виступи за збірну
17 листопада 2022 року дебютував за збірну Росії в зустрічі проти Таджикистану (0:0), провівши на полі весь другий тайм.

## Досягнення
Оренбург
- Срібний призер ФНЛ: 2020/21
- Бронзовий призер ФНЛ: 2021/22